# 自然霊
自然霊（しぜんれい）とは、心霊主義やその影響を受けた宗教・思想において、この世に一度も姿を持ったことのない霊のことをさす。稲荷、龍神、天狗などと呼ばれる霊がこの自然霊に該当する。そして自然霊は天候などの自然現象をつかさどる働きをもっている。
自然霊にも、霊の格すなわち霊格があり、神と呼ぶのがふさわしいような高級自然霊から、人間を惑わすばかりの低級な自然霊まで、その格は様々だという。自然霊というのは、人霊とは異なり、感情というものがないので、情けに訴えることができない。そのため扱いは慎重に行う必要がある。本来、肉体を持つはずのない自然霊が人間に憑依することも現実には存在する 。